# Tiệm ăn dì ghẻ
Tiệm ăn dì ghẻ là một bộ phim truyền hình được thực hiện bởi Trung tâm Phim truyền hình Việt Nam, Đài Truyền hình Việt Nam do Nguyễn Đức Hiếu và Nguyễn Thu làm đạo diễn. Phim phát sóng vào lúc 21h30 thứ 2, 3 hàng tuần bắt đầu từ ngày 18 tháng 11 năm 2019 và kết thúc vào ngày 17 tháng 3 năm 2020 trên kênh VTV3.

## Nội dung
Tiệm ăn dì ghẻ xoay quanh cuộc sống của nhóm bạn thân Bống Bống Bang Bang. Họ chơi thân từ thời còn đi học và tình cảm được vun đắp thường xuyên mặc dù theo thời gian, các thành viên trong nhóm đều gặp nhiều biến cố trong cuộc sống.

## Diễn viên
- Quang Tuấn trong vai Minh[4]
- Dương Cẩm Lynh trong vai Ngọc[4]
- Huỳnh Anh trong vai Thắng[4]
- Hồng Kim Hạnh trong vai Kim[4]
- Kiều Khanh trong vai Nhi
- Anh Tài trong vai Tân
- Bình An trong vai Philip[4]
- Huỳnh Hồng Loan trong vai Cúc[4]
- Mỹ Uyên trong vai Mẹ Huy[4]
- Bé Mai Cát Vi trong vai Bé Hương
- Khôi Trần trong vai Huy
- Quốc Tân trong vai Chef Dương
- Tống Yến Nhi trong vai Linh
- Đào Vân Anh trong vai Mẹ Cúc
- Mỹ Dung trong vai Mẹ Nhi
- Lâm Vissay trong vai Đại Gia Tư
- Mã Trung trong vai Bác Tâm
- Bé Khải Huy trong vai Bé Ben
- Châu Thế Tâm trong vai Hải
- Bảo Cường trong vai Ba Minh
- Hồng Tươi trong vai Mẹ Minh
- Mỹ Lê trong vai Yến Trinh
- Ma Quỳnh Châu trong vai Trợ lý Nhi
- Nguyễn Sơn trong vai Ba Kim
- Hồng Vân trong vai Nhung
- Minh Hoàng trong vai Hiệp
- Phương Bằng vai Bảy sẹo

Cùng một số diễn viên khác....

## Ca khúc trong phim
Bài hát trong phim là ca khúc "Mình yêu nhau, yêu nhau bình yên thôi" do Đinh Hương sáng tác và Đinh Hương, Hà Anh Tuấn thể hiện.

## Đón nhận
Là bộ phim được phát triển từ kịch bản đạt giải Nhì tại cuộc thi Tìm kiếm kịch bản phim truyền hình năm 2018 do VFC tổ chức, tại thời điểm phát sóng, Tiệm ăn dì ghẻ được đánh giá cao nhờ kịch bản dày dặn, diễn xuất nhập tâm của diễn viên, đầu tư về mặt hình ảnh. Đây cũng được coi là một trong những bộ phim truyền hình Việt Nam mong chờ trong tháng 11. Dù vậy, kết thúc của bộ phim đã nhận về tranh cãi từ khán giả vì "nhạt nhẽo", "thiếu hấp dẫn" và "không có hậu". Diễn viên Huỳnh Anh cũng cho biết anh là người đã đề nghị với đạo diễn về kết thúc của bộ phim.